# Micropterix agenjoi
Micropterix agenjoi là một loài bướm đêm thuộc họ Micropterigidae. Nó được Viette mô tả năm 1949.